# ExAD
ExADは、エキサイトが2020年2月に立ち上げたスマホ特化型インフィード型アドネットワークサービスである。
エキサイトニュースやウーマンエキサイトを始めとした自社メディアを中心に、多種多様なメディアへの配信が可能となっている。